# Cinquième circonscription législative d'Estonie

Localisation de la circonscription

La cinquième circonscription législative d'Estonie est une circonscription électorale estonienne. Cette circonscription se compose de trois Maakonnad : Région de Hiiu, Région de l'Ouest, Région de Saare. Elle est représentée par 6 sièges au Riigikogu.

## Résultats

### Années 2020

#### 2023
| Parti                  | Parti                                         | Voix   | %     | +/-   | Sièges | +/-           | A.S.c. |
| ---------------------- | --------------------------------------------- | ------ | ----- | ----- | ------ | ------------- | ------ |
|                        | Parti de la réforme d'Estonie (ERE)           | 9 912  | 27,64 | 0,96  | 1      | en stagnation | -      |
|                        | Parti populaire conservateur d'Estonie (EKRE) | 6 951  | 19,38 | 2,17  | 1      | en stagnation | -      |
|                        | Estonie 200 (E200)                            | 6 116  | 17,06 | 12,67 | 1      | 1             | -      |
|                        | Parti social-démocrate (SDE)                  | 4 977  | 13,88 | 3,21  | 1      | 1             | -      |
|                        | Parti du centre d'Estonie (EKE)               | 4 030  | 11,24 | 6,69  | 0      | 1             | +1     |
|                        | Isamaa (IE)                                   | 2 814  | 7,85  | 2,61  | 0      | en stagnation | -      |
|                        | La Droite (P)                                 | 745    | 2,08  | Nv.   | 0      | en stagnation | -      |
|                        | Parti vert estonien (EER)                     | 311    | 0,87  | 1,14  | 0      | en stagnation | -      |
|                        |                                               |        |       |       |        |               |        |
| Votes valides          | Votes valides                                 | 35 856 | 99,55 |       |        |               |        |
| Votes invalides        | Votes invalides                               | 161    | 0,45  |       |        |               |        |
| Total                  | Total                                         | 36 017 | 100   | -     | 4      | 1             | 1      |
| Abstentions            | Abstentions                                   | 18 816 | 34,31 |       |        |               |        |
| Inscrits/Participation | Inscrits/Participation                        | 54 833 | 65,69 |       |        |               |        |

| Parti | Parti | Députés                   |
| ----- | ----- | ------------------------- |
|       | ERE   | - Kalle Laanet            |
|       | EKRE  | - Helle-Moonika Helme     |
|       | E200  | - Grigore-Kalev Stoicescu |
|       | SDE   | - Madis Kallas            |
|       | EKE   | - Jaanus Karilaid (C)     |

### Années 2010

#### 2019
| Parti                  | Parti                                         | Voix   | %     | +/-           | Sièges | +/-           | A.S.c. |
| ---------------------- | --------------------------------------------- | ------ | ----- | ------------- | ------ | ------------- | ------ |
|                        | Parti de la réforme d'Estonie (ERE)           | 9 150  | 28,60 | 2,55          | 1      | 1             | +2     |
|                        | Parti populaire conservateur d'Estonie (EKRE) | 6 894  | 21,55 | 10,35         | 1      | 1             | -      |
|                        | Parti du centre d'Estonie (EKE)               | 5 736  | 17,93 | 4,96          | 1      | en stagnation | +1     |
|                        | Parti social-démocrate (SDE)                  | 3 414  | 10,67 | 4,23          | 0      | 1             | -      |
|                        | Isamaa (IE)                                   | 3 347  | 10,46 | 4,20          | 0      | 1             | -      |
|                        | Estonie 200 (E200)                            | 1 404  | 4,39  | Nv.           | 0      | en stagnation |        |
|                        | Parti libre d'Estonie (EVA)                   | 644    | 2,01  | 10,75         | 0      | 1             |        |
|                        | Parti vert estonien (EER)                     | 639    | 2,01  | 0,26          | 0      | en stagnation |        |
|                        | Parti de la biodiversité (EE)                 | 350    | 1,09  | Nv.           | 0      | en stagnation |        |
|                        | Parti de la gauche unie d'Estonie (EÜVP)      | 13     | 0,04  | en stagnation | 0      | en stagnation |        |
|                        | Indépendant                                   | 406    | 1,27  | -             | 0      | en stagnation |        |
|                        |                                               |        |       |               |        |               |        |
| Votes valides          | Votes valides                                 | 31 997 | 99,35 |               |        |               |        |
| Votes invalides        | Votes invalides                               | 209    | 0,65  |               |        |               |        |
| Total                  | Total                                         | 32 206 | 100   | -             | 3      | 3             | 3      |
| Abstentions            | Abstentions                                   | 29 887 | 36,97 |               |        |               |        |
| Inscrits/Participation | Inscrits/Participation                        | 51 093 | 63,03 |               |        |               |        |

| Parti | Parti | Députés                                              |
| ----- | ----- | ---------------------------------------------------- |
|       | ERE   | - Kalle Laanet - Heiki Kranich (C) - Urve Tiidus (C) |
|       | EKRE  | - Helle-Moonika Helme                                |
|       | EKE   | - Enn Eesmaa - Jaanus Karilaid (C)                   |

#### 2015
| Parti                  | Parti                                         | Voix   | %     | +/-  | Sièges | +/-           | A.S.c. |
| ---------------------- | --------------------------------------------- | ------ | ----- | ---- | ------ | ------------- | ------ |
|                        | Parti de la réforme d'Estonie (ERE)           | 10 489 | 31,15 | 1,57 | 2      | en stagnation | +1     |
|                        | Parti social-démocrate (SDE)                  | 5 018  | 14,90 | 9,16 | 1      | en stagnation | -      |
|                        | Union Pro Patria et Res Publica (IRL)         | 4 938  | 14,66 | 1,78 | 1      | en stagnation | -      |
|                        | Parti du centre d'Estonie (EKE)               | 4 368  | 12,97 | 2,18 | 1      | en stagnation | -      |
|                        | Parti libre d'Estonie (EVA)                   | 4 297  | 12,76 | Nv.  | 1      | 1             | -      |
|                        | Parti populaire conservateur d'Estonie (EKRE) | 3 770  | 11,20 | 9,44 | 0      | en stagnation | -      |
|                        | Parti vert estonien (EER)                     | 590    | 1,75  | 3,60 | 0      | en stagnation | -      |
|                        | Parti de l'indépendance estonienne (EIP)      | 113    | 0,34  | 0,07 | 0      | en stagnation | -      |
|                        | Parti de l'unité nationale (RÜE)              | 75     | 0,22  | Nv.  | 0      | en stagnation | -      |
|                        | Parti de la gauche unie estonienne (EUV)      | 15     | 0,04  | Nv.  | 0      | en stagnation | -      |
|                        |                                               |        |       |      |        |               |        |
| Votes valides          | Votes valides                                 | 33 673 | 99,47 |      |        |               |        |
| Votes invalides        | Votes invalides                               | 178    | 0,53  |      |        |               |        |
| Total                  | Total                                         | 33 851 | 100   | -    | 6      | 1             | 1      |
| Abstentions            | Abstentions                                   | 22 182 | 39,59 |      |        |               |        |
| Inscrits/Participation | Inscrits/Participation                        | 56 033 | 60,41 |      |        |               |        |

| Parti | Parti | Députés                                       |
| ----- | ----- | --------------------------------------------- |
|       | ERE   | - Kalle Laanet - Urve Tiidus - Lauri Luik (C) |
|       | SDE   | - Hannes Hanso                                |
|       | IRL   | - Raivo Aeg                                   |
|       | EKE   | - Enn Eesmaa                                  |
|       | EVA   | - Andres Ammas                                |

#### 2011
| Parti                  | Parti                                          | Voix   | %     | +/-   | Sièges | +/-           | A.S.c. |
| ---------------------- | ---------------------------------------------- | ------ | ----- | ----- | ------ | ------------- | ------ |
|                        | Parti de la réforme d'Estonie (ERE)            | 11 134 | 32,72 | 1,21  | 2      | en stagnation | +1     |
|                        | Parti social-démocrate (SDE)                   | 8 187  | 24,06 | 12,11 | 1      | en stagnation | +2     |
|                        | Union Pro Patria et Res Publica (IRL)          | 5 595  | 16,44 | 1,31  | 1      | en stagnation | -      |
|                        | Parti du centre d'Estonie (KESK)               | 5 155  | 15,15 | 5,20  | 1      | en stagnation | -      |
|                        | Les Verts (EER)                                | 1 820  | 5,35  | 2,09  | 0      | en stagnation | -      |
|                        | Union populaire estonienne (ERL)               | 599    | 1,76  | 7,17  | 0      | en stagnation | -      |
|                        | Parti des démocrates-chrétiens estoniens (EKD) | 395    | 1,16  | 3,05  | 0      | en stagnation | -      |
|                        | Parti de l'indépendance estonienne (EIP)       | 139    | 0,41  | 0,14  | 0      | en stagnation | -      |
|                        | Parti russe en Estonie (VEE)                   | 37     | 0,11  | 0,05  | 0      | en stagnation | -      |
|                        | Indépendants (4)                               | 967    | 2,84  | -     | 0      | en stagnation |        |
|                        |                                                |        |       |       |        |               |        |
| Votes valides          | Votes valides                                  | 34 028 | 99,26 |       |        |               |        |
| Votes invalides        | Votes invalides                                | 253    | 0,74  |       |        |               |        |
| Total                  | Total                                          | 34 281 | 100   | -     | 5      | en stagnation | 3      |
| Abstentions            | Abstentions                                    | 24 302 | 41,48 |       |        |               |        |
| Inscrits/Participation | Inscrits/Participation                         | 58 583 | 58,52 |       |        |               |        |

| Parti | Parti | Députés                                            |
| ----- | ----- | -------------------------------------------------- |
|       | ERE   | - Jaanus Tamkivi - Urve Tiidus - Lauri Luik (C)    |
|       | SDE   | - Neeme Suur - Kalev Kotkas (C) - Kajar Lember (C) |
|       | IRL   | - Tõnis Palts                                      |
|       | EKE   | - Kalle Laanet                                     |